# Кара-Сууский аильный округ
Кара-Сууский аильный округ (аймак) — административная единица в Кочкорском районе Нарынской области Кыргызстана.
Код COATE — 41704 235 812 00 0

## Население
По данным переписи 2022 года, в аильном округе проживало 7 037 человек.

## Административное деление
В состав Кара-Сууского аильного округа ныне входят населённые пункты:
- Мантыш
- Ак-Талаа
- Орток
- Кара-Мойнок
- Кызыл-Дебе

## Известные уроженцы
- Эмильбек Абакиров — советский и киргизский деятель профсоюзного движения, государственный и общественный деятель. Народный депутат СССР, член КПСС.
- Жумагуль Эркенбаевна Мусаева — кандидат географических наук, первый директор Киргизского женского педагогического института.
- Джумалы Каримов — заведующий коневодческой фермой колхоза «Мантыш» Чолпонского района Тянь-Шаньской области, Киргизская ССР. Герой Социалистического Труда.
- Карыбек Молдобаевич Молдобаев — советский и киргизский государственный, партийный и научный деятель. Член КПСС; первый секретарь Фрунзенского горкома КП Киргизии (1973—1985). Депутат Совета Национальностей Верховного Совета СССР 11 созыва (1984—1989) от Киргизской ССР. Депутат Верховного Совета Киргизской ССР четырёх созывов.

## Примечание
1. ↑  Государственный классификатор система обозначений объектов административно-территориальных и территориальных единиц Кыргызской республики. Архивная копия от 18 марта 2018 на Wayback Machine — Бишкек: Национальный статистический комитет Кыргызской республики, 2017.
2. ↑  Численность населения областей, районов, городов, поселков городского типа, айылных аймаков и айылов (сел) Кыргызской Республики Архивная копия от 10 ноября 2021 на Wayback Machine (на 2022 год).